# Constantin Stănici
Constantin Stănici (Bukarest, 1969. szeptember 17. –) román válogatott labdarúgó.

## Pályafutása
1985 és 1996 között a Sportul Studențesc București labdarúgója volt. 1996–97-ben a BVSC, 1998–99-ben az amerikai Minnesota Thunder, 2000–01-ben az izlandi Valur csapatában szerepelt.
1990-ben egy alkalommal szerepelt a román válogatottban.

## Mérkőzése a román válogatottban
| #  | Dátum             | Ellenfél   | Eredmény | Kiírás       | Esemény |
| -- | ----------------- | ---------- | -------- | ------------ | ------- |
| 1. | 1990. december 5. | San Marino | 6 – 0    | Eb-selejtező | 64' 84' |